# Осипов, Александр Михайлович (политик)
Александр Михайлович Осипов (род. 28 сентября 1969, Ростов-на-Дону) — российский государственный и политический деятель. Губернатор Забайкальского края с 19 сентября 2019 (врио 25 октября 2018 — 19 сентября 2019).

## Биография
По сведениям РИА Новости, Александр Михайлович Осипов родился 28 сентября 1969 года в Ростове-на-Дону. На сайте ТАСС местом рождения указан город Навои Бухарской области Узбекской ССР, на официальном портале Забайкальского края место рождения Осипова не указано. Мама — преподаватель, есть младшие братья.

### Образование
1993 год — Ростовский институт народного хозяйства по специальности «Экономическая информатика и автоматизированные системы управления»
2000 год — Ставропольский государственный университет по специальности «Юриспруденция».
2005 год — степень магистра делового администрирования по специальности «Финансовый менеджмент» в Академии народного хозяйства при Правительстве Российской Федерации.

### Трудовая деятельность
Работать начал, ещё будучи студентом.
В 1991—1995 годах работал в Федеральной налоговой службе России.
В 1996—2000 годах — финансовый директор и председатель совета директоров одного из российских FMCG-холдингов.
В 2001—2009 годах — финансовый директор в ряде компаний, в том числе в деревообрабатывающей United Panel Group и региональном подразделении РАО «ЕЭС России», теплоэлектроэнергетического холдинга группы «ИТЕРА», руководитель управления регионального бизнеса и инвестиционных проектов одного из крупных российских государственных банков.
В 2009 году возглавил экспертный совет общероссийской общественной организации «Деловая Россия» и стал вице-президентом организации. В числе прочего занимался проектами по улучшению инвестиционного климата. В частности, при его экспертной поддержке была разработана программа по повышению инвестиционной привлекательности Ульяновской области и шло формирование авиационного кластера в регионе. Одним из направлений деятельности Осипова стало создание системы господдержки промышленных парков. Он вошел в число соучредителей Ассоциации индустриальных парков и стал сопредседателем организации.
В 2009—2013 годах — генеральный директор ООО «Центр оценки и аудита», также входил в советы директоров ряда энергетических компаний, в том числе «РусГидро» и «Энергосбережение».
В 2013—2018 годах — первый заместитель министра РФ по развитию Дальнего Востока, сопредседатель совместной рабочей группы Минвостокразвития РФ и Генеральной прокуратуры России по снижению административных барьеров для бизнеса и защиты прав инвесторов.
26 ноября 2013 года назначен первым заместителем министра по развитию Дальнего Востока Александра Галушки — одного из сопредседателей «Деловой России», с которым Осипов сотрудничал по работе в этой организации.
11 июня 2018 года освобождён от должности по собственному желанию.

## Глава Забайкальского края
25 октября 2018 года указом Президента России Владимира Путина назначен временно исполняющим обязанности губернатора Забайкальского края.
Организованное Александром Осиповым регулярное дискуссионное мероприятие «Прямой разговор», по данным Экспертного института социальных исследований признано самым эффективным из созданных в регионах России инструментов для работы губернаторов с обращениями граждан.
По данным ВЦИОМ, на апрель 2019 года Александр Осипов имеет наивысший электоральный рейтинг среди всех новоназначенных и. о. глав регионов России. Его электоральный потенциал составляет 84 %, а более 75 % жителей Забайкалья готовы проголосовать за него прямо сейчас. По этим показателям Александр Осипов уверенно лидирует.
В Единый день голосования, 8 сентября 2019 года, с результатом 89,61 % в первом туре выборов Губернатора Забайкальского края он одержал победу. Срок его полномочий завершится в 2024 году.
19 сентября 2019 года принёс присягу в большом зале читинского Дома офицеров и вступил в должность. В этот же день продлил полномочия представителя исполнительной власти Забайкальского края в Совете Федерации Баира Жамсуева.
В Единый день голосования, 6-8 сентября 2024 года, с результатом 82,27 % в первом туре выборов Губернатора Забайкальского края он одержал победу. Срок его полномочий завершится в 2029 году. 20 сентября 2024 года принёс присягу в большом зале читинского Дома офицеров и вступил в должность. В этот же день продлил полномочия представителя исполнительной власти Забайкальского края в Совете Федерации Баира Жамсуева.
В 2024 году, во время масштабных пожаров, публично унизил руководителя Карымского лесничества Елену Шаляпину. Пока она выступала с докладом перед другими чиновниками и СМИ, Осипов поковырялся в носу и затем вытер пальцы о куртку Шаляпиной, как будто это было обычным делом.
10 июня 2025 года отправил в отставку все правительство региона по итогам визита генпрокурора РФ с комментарием "За факты попустительского отношения при исполнении своих обязанностей каждый понесет персональную ответственность".

## Санкции
24 февраля 2023 года, на фоне российского вторжения на Украину, Госдепом США Осипов включён в санкционный список лиц причастных к «осуществлению российских операций и агрессии в отношении Украины, а также к незаконному управлению оккупированными украинскими территориями в интересах РФ», в частности за «призыв граждан на войну на Украине».
1 апреля 2023 года внесён в санкционный список Украины как «глава государственного органа, осуществлявший поддержку/поощрение/публичное одобрение политики РФ, направленной на проведение военных действия и геноцид гражданского населения на Украине».

## Награды
- орден Дружбы (2024) — за укрепление мира, дружбы, сотрудничества и взаимопонимания между народами, за большой вклад в реализацию совместных с РФ крупных экономических проектов и привлечение инвестиций в экономику страны[24];
- медаль «Участнику специальной военной операции» (Минобороны, ноябрь 2023) — за оказание содействия в решении задач специальной военной операции[25];
- благодарность Президента Российской Федерации — за вклад в социально-экономическое развитие Дальнего Востока и Правительства Российской Федерации за активное участие в реализации задач модернизации отечественной экономики.

## Семья
Женат с 1994 года. Супруга — Валентина Васильевна Осипова, родом из города Шахты Ростовской области. Инженер-экономист. Вместе с мужем училась в Ростовском институте народного хозяйства, где и познакомились. Домохозяйка. Дочь Наталья — студентка Высшей школы экономики. Опытный собаковод, занимается бизнесом, связанным с собаками.